# 藍毗尼
27°28′02″N 83°16′30″E / 27.467155°N 83.274908°E
藍毗尼（尼泊爾文／梵語：लुम्बिनी，Lumbinī或Lumbini，意為「可爱的」），佛教圣地，又譯雾毘尼、臘伐尼、林微尼、伦比尼，最接近的中文發音是論比尼（參考尼泊爾語發音），位于尼泊尔境内德赖平原鲁潘德希县村落附近，靠近印度的边境上，距尼泊爾首都加德满都280公里。
根据佛教传统，藍毗尼是公元前563年王后摩耶夫人生下佛陀乔达摩·悉达多的地方，乔达摩·悉达多于大约公元前528年，证得正自觉，成等正覺(成佛)，创立了佛教。藍毗尼是许多吸引朝圣者的佛陀生活地之一，更是佛教四大圣地之一， 其他三个分别是拘尸那揭羅、菩提伽耶和鹿野苑。
此地是古印度迦毗羅衛國天示城（或稱天臂城）的釋迦族浴池。
蓝毗尼有许多神庙，包括摩耶夫人庙，其他几个目前仍在建设中。有许多古迹、寺庙和博物馆—蓝毗尼国际研究所也位于圣地之内。布史伽里尼水池（Puṣkariṇī），也叫圣池，摩耶夫人诞下乔达摩之前在此水池中沐浴净身，乔达摩也在此第一次洗浴，對信眾來說是一座真正的圣池。据说斯里兰卡和不丹的国王每年都要来这里取水回去祝福。其蓝毗尼附近，根据佛教传统，取得了最终的证悟，放弃了尘世之烦恼。
由於藍毗尼對佛教有著極為神聖及重要地位，加上保存了公元前3世紀至公元15世紀期間的佛教精舍和窣堵波 (佛塔)，提供早期佛教朝聖地的珍貴史料，1997年被聯合國教育、科學及文化組織列為世界文化遺產。

## 記載
《三国志》卷30裴注引《魏略·西戎传》：临儿国“ 《浮屠经》 云其国王生浮屠。浮屠太子也”。《法显传》称藍毗尼為“論民園”，玄奘《大唐西域记》稱“腊伐尼林”。

## 考古
635年，根据《大唐西域记》的记载，玄奘在兰毗尼親見阿育王石柱。1896年印度考古學家穆克吉根据《大唐西域记》和東晉時代高僧法顯的记载，在藍毗尼挖掘出一根阿育王石柱，高约6米，直径45公分。上面銘刻著阿育王的親筆敕文：

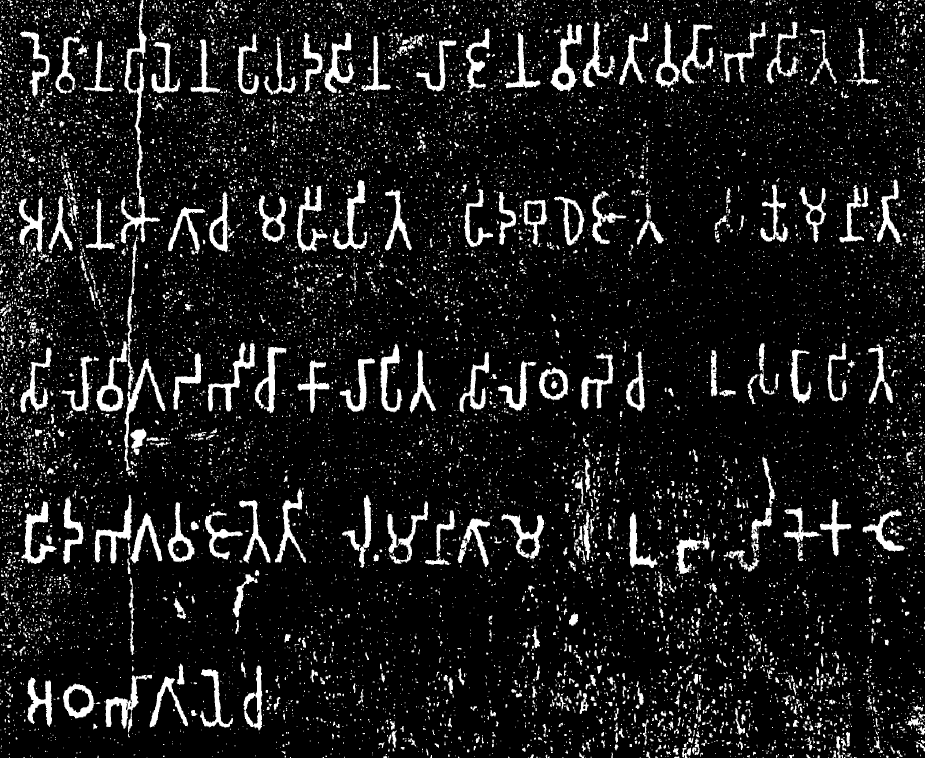
「天佑慈祥王登基廿年，親自來地朝拜，因為這裡是釋迦牟尼佛誕生之地。

此石柱成為佛陀在此地降生的一大證明。藍毗尼村成為宗教的免稅地，只須付收成的八分之一作為稅賦。

## 現況
1968年尼泊尔政府对兰毗尼進行復原工程，1970年成立開發藍毗尼的國際組織，並指定日本的建築師丹下健三負責設計藍毗尼總規劃圖。規劃圖於1978獲得聯合國和尼泊爾政府批准。整個園區為南北向，長方形，劃分為三個部分，每個部分佔地一平方英里，由一條全長1.5公里，兩旁有步行道路的中央運河串連。位於最南端的是聖園遺址區。位於中間的國際寺院區共有四十二塊土地，由中央運河分為東西寺院區，東區分配給南傳佛教的寺院，西區分配給大乘佛教寺院。中国政府在此建造了两座佛寺。旅館與世界和平塔則位於北端的新藍毗尼村。

## 圖像

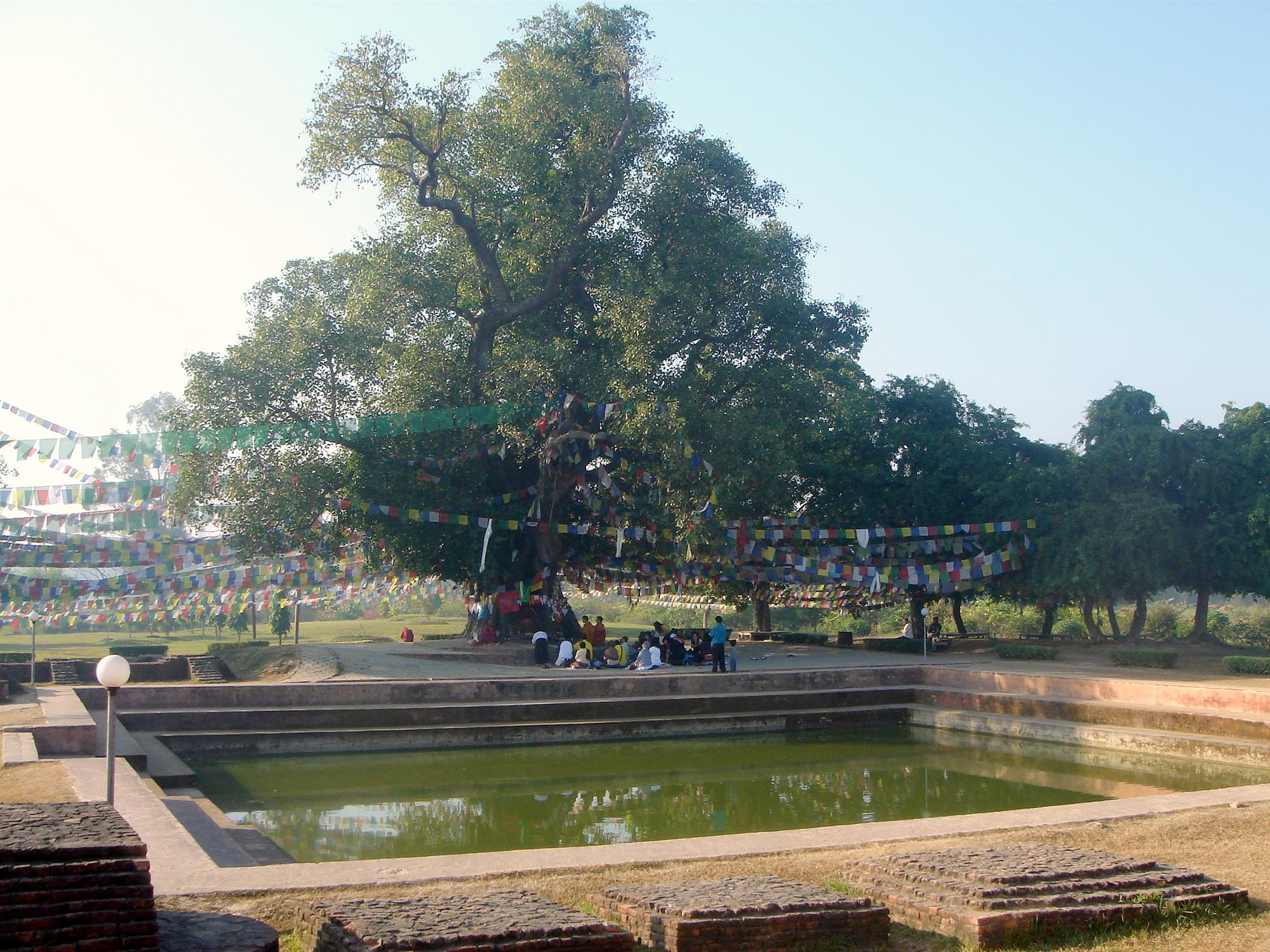
菩提樹和浴池
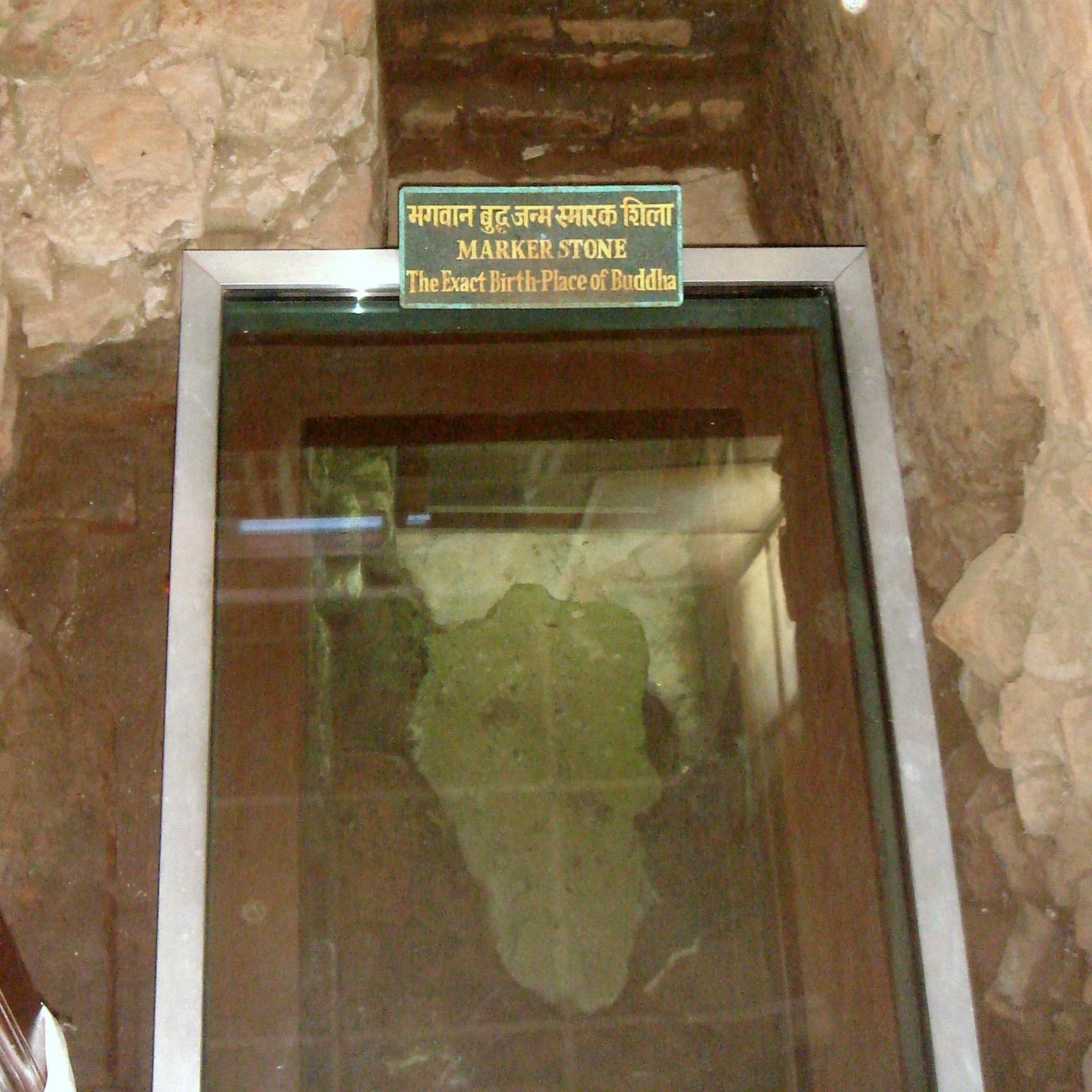
精確的佛陀出生地點
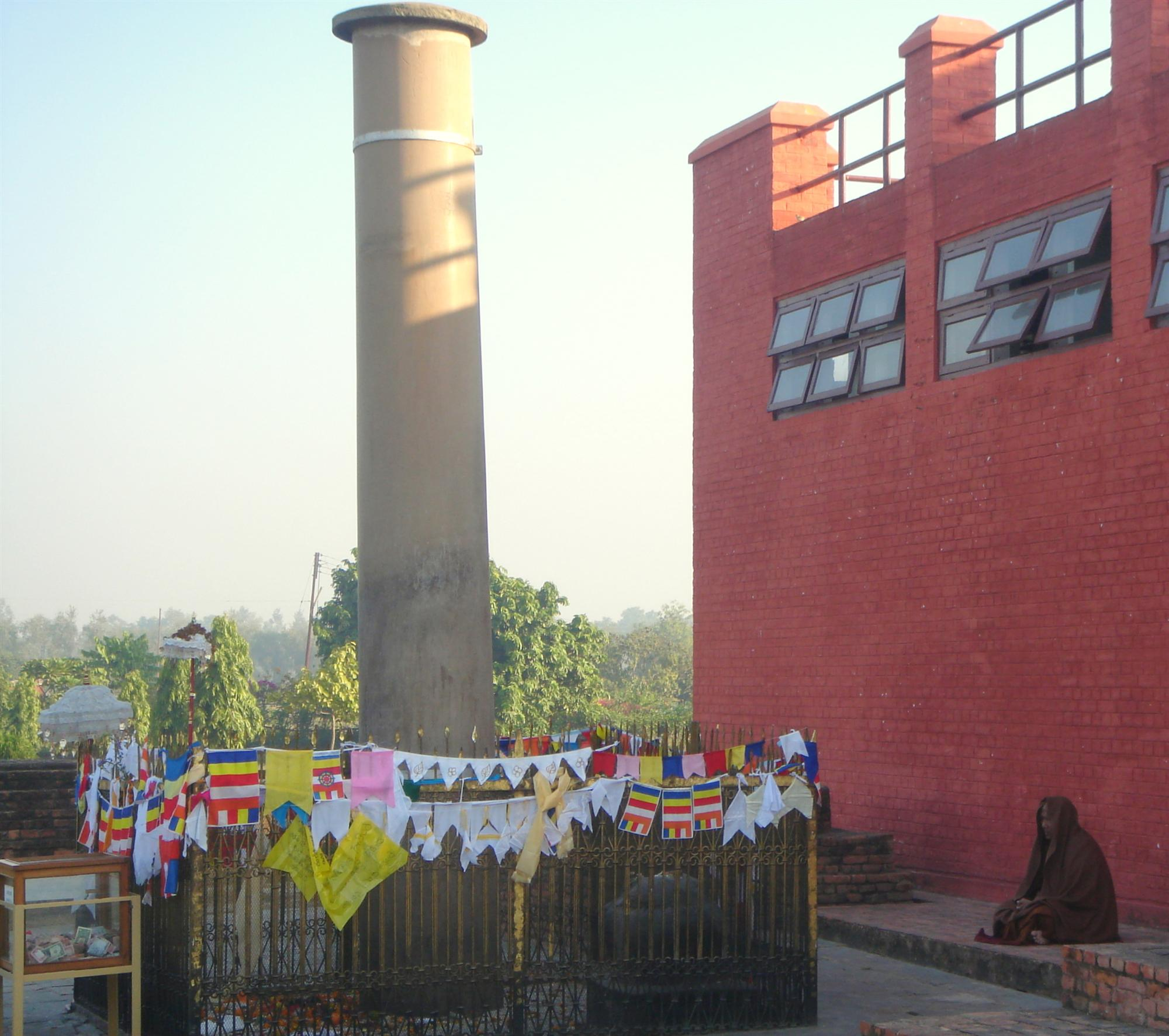
阿育王石柱
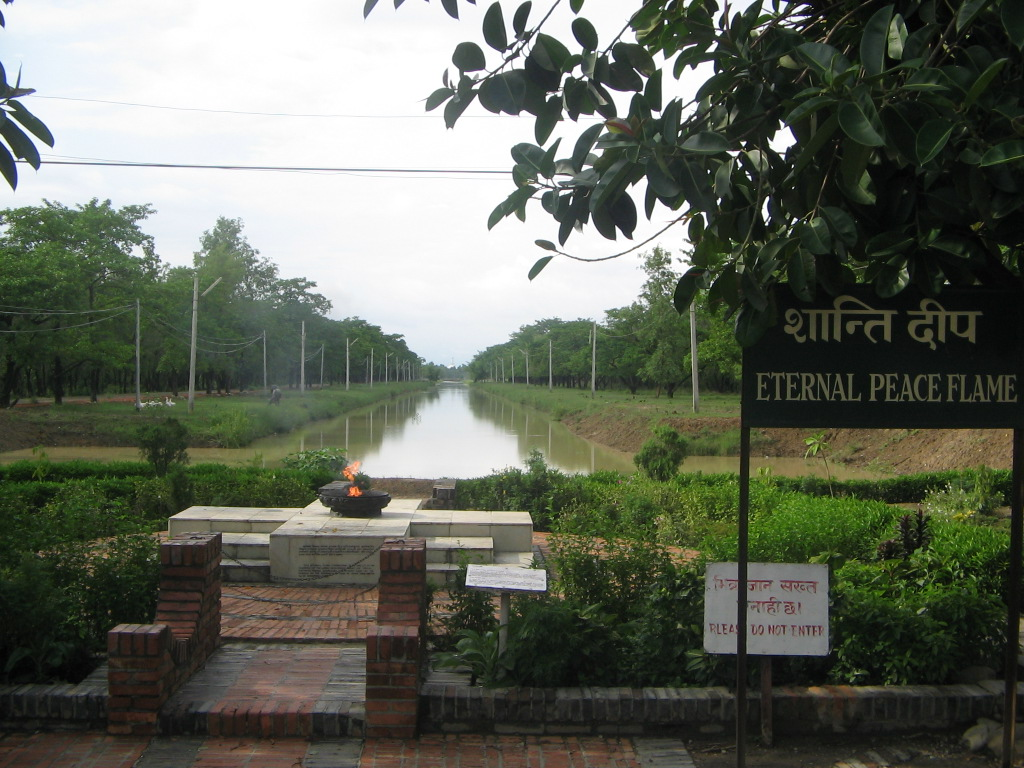
永久和平之火